# Ulyssesgambiet
Het Ulyssesgambiet is in het schaken een variant in de schaakopening Caro Kann en het heeft als beginzetten:1.e4 c6 2.d4 d5 3.Pf3
Eco-code B 12